# Pijawne Ruskie
Pijawne Ruskie – wieś w Polsce położona w województwie podlaskim, w powiecie augustowskim, w gminie Nowinka.
| SIMC    | Nazwa        | Rodzaj    |
| ------- | ------------ | --------- |
| 0763086 | Pijawne Małe | część wsi |

W 1921 roku wieś liczyła 44 domy i 258 mieszkańców, w tym 157 staroobrzędowców, 84 katolików łacińskich oraz 17 ewangelików.
W latach 1975–1998 miejscowość administracyjnie należała do województwa suwalskiego.
Do 2005 r. - Pijawne Wielkie.
Społeczność staroobrzędowa z Pijawnego Ruskiego należy do parafii funkcjonującej przy molennie w Suwałkach.